# Le Brouilh-Monbert
Le Brouilh-Monbert is een gemeente in het Franse departement Gers (regio Occitanie) en telt 212 inwoners (1999). De plaats maakt deel uit van het arrondissement Auch.

## Geografie
De oppervlakte van Le Brouilh-Monbert bedraagt 12,9 km², de bevolkingsdichtheid is 16,4 inwoners per km².
De onderstaande kaart toont de ligging van Le Brouilh-Monbert met de belangrijkste infrastructuur en aangrenzende gemeenten.

## Demografie
Onderstaande figuur toont het verloop van het inwonertal (bron: INSEE-tellingen).

1. ↑  Populations de référence 2022.